# Местерьярви
Ме́стерья́рви (фин. Mesterjärvi) — посёлок при станции в Полянском сельском поселении Выборгском районе Ленинградской области.

## Название
Топоним Местерьярви в дословном переводе означает «Мастеровое озеро».
5 августа 1948 года станции Местерьярви было присвоено новое название — Зелёная Роща. Несколько ранее такое же название получили расположенные неподалёку деревни Элиняля, Анттанала и Вихмала, поэтому вскоре название Зелёная Роща было изменено на Октябрьская. Вероятно, все эти нововведения были отвергнуты железнодорожным ведомством как совпадающие с уже имеющимися аналогами, так как позднее станции и пристанционному посёлку было возвращено историческое название — Местерьярви.

## История
Большая деревня Местерьярви состояла из трёх отдалённых друг от друга селений: собственно Местерьярви, Мустаруукки и Йоенкюля. В округ Местерьярви входила также соседняя деревня Яакковала, но она считалась отдельной деревней, хотя обе деревни Яакковала и Местерьярви стояли почти вплотную друг к другу. Географически центральная часть деревни располагалась на берегу небольшого одноимённого озера ледникового происхождения.
Станция Местерьярви была открыта 1 сентября 1916 года, в составе первой очереди линии Зеленогорск — Приморск — Выборг. Железная дорога соединила Местерьярви с узловыми станциями Терийоки и Койвисто. В пристанционном посёлке Местерьярви появилась школа, магазины, почта и дом Молодёжного общества.

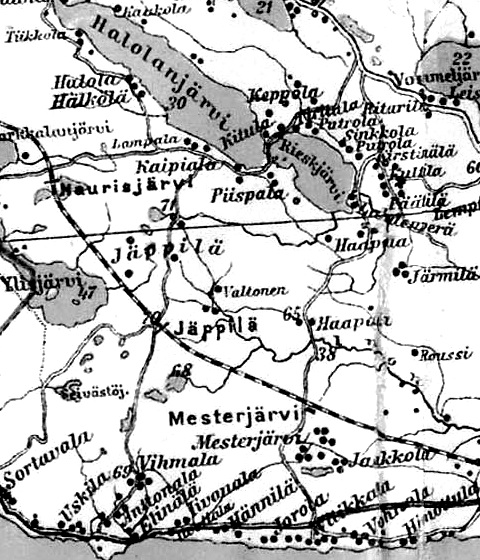
Деревня и посёлок при станции Местерьярви на финской карте 1923 года

До 1939 года деревня Местерьярви входила в состав волости Уусикиркко Выборгской губернии Финляндской республики.
Согласно административным данным 1966 года в состав Октябрьского сельсовета входила деревня Местерьярви.
Согласно данным 1973 года в состав Октябрьского сельсовета входил посёлок при станции Местерьярви.
Согласно данным 1990 года посёлок при станции Местерьярви входил в состав Полянского сельсовета.
В 1997 году в посёлке при станции Местерьярви Полянской волости проживали 25 человек, в 2002 году — 10 человек (русские — 90 %).
В 2007 году в посёлке при станции Местерьярви Полянского СП проживали 16 человек, в 2010 году — 22 человека.

## География
Посёлок расположен в южной части района на автодороге Пески — автодорога 41К-083 (Молодёжное — Черкасово).
Расстояние до административного центра поселения — 36 км.
В посёлке расположена железнодорожная платформа Местерьярви — остановочный пункт Октябрьской железной дороги на 75,6 км перегона Приветненское — Куолемаярви линии Зеленогорск — Приморск — Выборг. Расстояние до ближайшей станции Приветненское — 10 км.
К северу от посёлка протекает река Озёрная.

## Демография
| 2007 | 2010 | 2017 | 2021 |
| ---- | ---- | ---- | ---- |
| 16   | ↗22  | ↘10  | ↗16  |

## Транспорт
Поезда делают остановку у платформы Местерьярви три раза в сутки.

## Фото

Двухвагонный состав отходит в сторону Приморска. 2011 год

## Улицы
Боровая, Железнодорожная, Лесная, Полевая, Финская, Хуторская.